# Résolution 841 du Conseil de sécurité des Nations unies
Membres permanents
- Chine
- États-Unis
- France
- Royaume-Uni
- Russie

Membres non permanents
- Brésil
- Cap-Vert
- Djibouti
- Espagne
- Hongrie
- Japon
- Maroc
- Nouvelle-Zélande
- Pakistan
- Venezuela

Résolution no 840 Résolution no 842
La résolution 841 du Conseil de sécurité des Nations Unies, adoptée à l'unanimité le 16 juin 1993, après avoir reconnu la nécessité d'un règlement urgent de la situation en Haïti et les efforts du Secrétaire général des Nations Unies Boutros Boutros-Ghali et du Secrétaire général de l'Organisation des États américains João Clemente Baena Soares, a imposé diverses sanctions internationales à Haïti.

## Contexte
Jean-Bertrand Aristide remporte les élections générales de 1990-1991 en Haïti, après des années de dictature militaire dont la dernière était dirigée par le Général Prosper Avril. Cependant, en 1991, Aristide fut renversé par un coup d'État militaire et le général Raoul Cédras fut nommé à la tête du pays. Une résistance violente au coup d’État s’ensuivit dans le pays. Un certain nombre de sanctions ont été mises en place contre Haïti par l’ Organisation des États américains (OÉA) et l'Assemblée générale des Nations Unies, mais elles n’étaient ni obligatoires ni juridiquement exécutable. 

## Résolution
La situation a été portée à l’attention du Conseil de sécurité par des représentations de l’OÉA et du Représentant permanent d’Haïti. Le Conseil a regretté que le gouvernement légitime de Jean-Bertrand Aristide n'ait pas été rétabli, exprimant sa crainte que la situation ne conduise à un climat de peur et à un éventuel afflux de réfugiés vers les pays voisins. Considérant une demande du Représentant permanent d’Haïti, la résolution a reconnu que la situation était unique et justifiait des mesures exceptionnelles.
Agissant en vertu du Chapitre VII de la Charte des Nations Unies, le Conseil a affirmé qu’une solution devrait tenir compte de toutes les résolutions antérieures de l’Assemblée générale et de l’OÉA. Il a ensuite décidé que, le 23 juin 1993 à 0 h 01 (heure d'hivers de New York ) les sanctions entrerait en vigueur à moins que le Secrétaire général Boutros Boutros-Ghali ne fasse rapport au Conseil qu'après négociations, de telles mesures ne sont pas nécessaires. Si les autorités de fait haïtiennes ne se conformaient pas aux exigences du Conseil, alors les mesures suivantes entreraient en vigueur: 
a) tous les États devraient interdire la vente de pétrole, de produits pétroliers, d'armement et de matériel connexe, y compris les armes et les munitions, les véhicules et équipements militaires, les équipements de police et les pièces détachées de tout ce qui précède à Haïti ;
b) une interdiction de tout trafic transportant l’un des produits susmentionnés et entrant sur le territoire ou dans les eaux territoriales du pays ;
c) tous les fonds étrangers détenus par les autorités en Haïti seraient gelés.
Le Conseil a également créé un organe subsidiaire, un Comité des sanctions autorisé à décider de toute importation exceptionnelle de pétrole en Haïti pour des raisons humanitaires. Les tâches suivantes lui ont été confiées :
a) rendre compte des mesures prises par les États pour mettre en œuvre les sanctions ;
b) examiner toute violation de la résolution 641 et recommander des mesures appropriées ;
c) statuer rapidement sur les demandes d’approbation d’importations de pétrole et de produits pétroliers pour répondre à des besoins humanitaires essentiels ;
d) rendre compte périodiquement des violations de la résolution 841 ;
e) d’établir des lignes directrices pour assurer la mise en œuvre efficace de la résolution.
Il a été demandé à tous les État et toute les organisations internationales de coopérer pleinement avec les mesures prises et d’engager des poursuites contre les personnes et entités qui violeraient ces mesures. Elle a également demandé aux États de faire rapport au Secrétaire général, avant le 16 juillet 1993, sur les mesures qu’ils avaient prises, tandis que Boutros-Ghali était prié de faire rapport sur les progrès réalisés par lui-même et le Secrétaire général de l’OÉA pour trouver une solution politique, avant le 15 juillet 1993. Dans le même temps, le Conseil s’est engagé à réexaminer les sanctions si les autorités de fait d’Haïti signaient un accord pour rétablir le gouvernement légitime de Jean-Bertrand Aristide.

## Voir également
- Histoire d'Haïti
- Sanctions internationales
- Liste des résolutions du Conseil de sécurité des Nations unies sur Haïti
  - Résolution 861 du Conseil de sécurité des Nations unies
  - Résolution 862 du Conseil de sécurité des Nations unies